# Polynôme minimal des valeurs spéciales trigonométriques

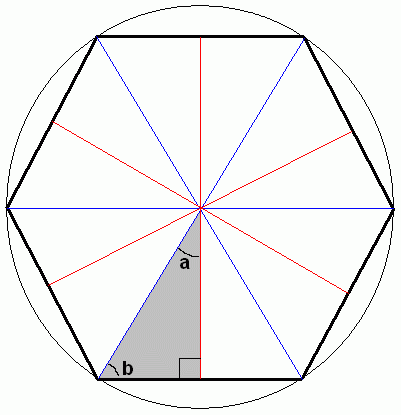
Dans le polygone régulier convexe à n côtés, l'angle au centre est de mesure 2a avec a = π/n.

En mathématiques, et plus précisément en algèbre, on peut chercher à calculer le polynôme minimal d'un nombre de la forme cos(rπ), sin(rπ) ou tan(rπ) avec r rationnel, que nous appelons dans cet article une « valeur spéciale trigonométrique ».
Le polynôme minimal d'un nombre algébrique a est le polynôme unitaire à coefficients rationnels de plus petit degré dont a est racine.
Les mesures d'angles de la forme rπ se rencontrent dans de nombreux problèmes géométriques ; en particulier, les mesures d'angles de la forme {\displaystyle {\frac {2\pi }{n}}} (pour tout entier n ≥ 3) correspondent aux angles au centre des polygones réguliers convexes.

## Approche intuitive

Pour établir que, on peut s'aider d'un triangle équilatéral.

Lorsque l'on apprend la trigonométrie, on constate vite que le cosinus et le sinus des mesures de certains angles ont une forme particulière, qui fait intervenir des racines carrées. Ainsi, pour un angle de mesure 30 degrés, soit π/6 radians, le théorème de Pythagore permet de démontrer que :
{\displaystyle \cos {\frac {\pi }{6}}={\frac {\sqrt {3}}{2}}}.
Cela revient à dire que cos(π/6) est une des solutions de l'équation {\displaystyle x^{2}-{\frac {3}{4}}=0}. L'autre solution de cette équation est cos(5π/6), qui est aussi de la forme cos(rπ).
L'équation {\displaystyle x^{2}-{\frac {3}{4}}=0} est polynomiale : elle s'exprime sous la forme P(x) = 0, où P est un polynôme. Comme P est à coefficients rationnels, ses racines sont des nombres algébriques. De plus, P est unitaire, c'est-à-dire que son coefficient dominant vaut 1, et irréductible sur {\displaystyle \mathbb {Q} }, c'est-à-dire qu'il ne peut pas être factorisé en un produit de polynômes à coefficients rationnels. P est donc de degré minimal parmi les polynômes à coefficients rationnels qui s'annulent en cos(π/6) : c'est son polynôme minimal.
Les questions qui viennent naturellement sont :
- quelle est la façon la plus pertinente d'écrire un multiple rationnel de π ?
La réponse[Note 2] est :
  - {\displaystyle {\frac {2k\pi }{n}}} si l'on s'intéresse à son cosinus,
  - {\displaystyle {\frac {k\pi }{n}}} si l'on s'intéresse à son sinus ou à sa tangente ;
- son cosinus, son sinus et sa tangente sont-ils algébriques ?
La réponse est oui ;
- peut-on toujours les exprimer à l'aide de racines carrées ?
 La réponse est cette fois non ;
- peut-on tout du moins toujours les exprimer à l'aide de racines n-ièmes ?
La réponse est oui si l'on s'autorise à travailler dans les nombres complexes ;
- comment trouve-t-on les polynômes minimaux de ces nombres ?

On verra aussi que l'on peut réduire le degré de ces polynômes, quitte à ne plus travailler seulement avec des polynômes à coefficients rationnels.

## Nature algébrique des valeurs spéciales trigonométriques

### Le théorème
Théorème — Pour tout rationnel r, les réels cos(rπ), sin(rπ) et (si cos(rπ) ≠ 0) tan(rπ) sont algébriques.
Cette démonstration est courte mais utilise principalement le fait que l'ensemble des nombres algébriques est stable par somme et produit, ce qui est difficile à démontrer. On peut lui préférer une preuve utilisant des outils plus élémentaires (voir infra).

### Degré algébrique
Le degré d'un nombre algébrique est le degré de son polynôme minimal. Derrick Lehmer a calculé le degré de cos(2kπ/n),, :
si n > 2 et k sont premiers entre eux,
- le degré de cos(2kπ/n) vaut φ(n)/2[Note 3],

où φ est la fonction indicatrice d'Euler. La démonstration utilise simplement l'irréductibilité du n-ième polynôme cyclotomique (voir infra).
Grâce à l'identité trigonométrique {\displaystyle \sin \theta =\cos \left({\frac {\pi }{2}}-\theta \right)}, on en déduit facilement que
- le degré de sin(kπ/n) vaut[4] :
  - φ(n) n'est pas divisible par 4 ;
  - φ(n)/4 si n est un multiple impair de 4;
  - φ(n)/2 sinon, i.e. si n est un multiple de 8.

Quant au degré de tan(kπ/n), si n > 4 et k et n sont premiers entre eux, il vaut, :
- φ(n)/2 si n est divisible par 4 ;
- φ(n) sinon.

### Rationalité
Les rationnels étant les nombres algébriques de degré 1, un corollaire, de la section précédente est que pour les angles multiples rationnels de π, les seules valeurs rationnelles des fonctions trigonométriques usuelles sont :
- pour cos et sin[7] : 0, ±1/2 et ±1 ;
- pour tan[8] : 0 et ±1.

## Expression des valeurs spéciales trigonométriques à l'aide de radicaux

### Expression avec des racines carrées
Le polygone régulier à n sommets est constructible (à la règle et au compas) si et seulement si φ(n) est une puissance de 2. En effet, son angle au centre est {\textstyle {\frac {2\pi }{n}}}, or un corollaire du théorème de Wantzel affirme que si un nombre est constructible alors son degré est une puissance de 2, et la réciproque est fausse en général mais vraie pour les « valeurs spéciales trigonométriques ».
Gauss a donné dès 1796 (sous une forme plus explicite) cette condition suffisante sur l'entier n pour que le polygone régulier à n sommets soit constructible, affirmant qu'elle est aussi nécessaire, ce que Wantzel a confirmé : c'est le théorème de Gauss-Wantzel.
Par exemple, l'heptagone régulier, l'ennéagone régulier et le hendécagone régulier ne sont pas constructibles car φ(7) = φ(9) = 6 et φ(11) = 10, tandis que pour les autres valeurs de n de 3 à 12, le n-gone régulier est constructible, comme l'explicite le tableau suivant (pour plus de valeurs de n, voir cette table pour φ(n) et cet article pour les valeurs spéciales trigonométriques exprimables avec des racines carrées).
| n  | φ(n) | cos(2π/n)                                  | sin(π/n)                                              | tan(π/n)                                           |
| -- | ---- | ------------------------------------------ | ----------------------------------------------------- | -------------------------------------------------- |
| 12 | 4    | {\displaystyle {\frac {\sqrt {3}}{2}}}     | {\displaystyle {\frac {{\sqrt {3}}-1}{2{\sqrt {2}}}}} | {\displaystyle 2-{\sqrt {3}}}                      |
| 10 | 4    | {\displaystyle {\frac {{\sqrt {5}}+1}{4}}} | {\displaystyle {\frac {{\sqrt {5}}-1}{4}}}            | {\displaystyle {\sqrt {1-{\frac {2}{\sqrt {5}}}}}} |
| 8  | 4    | {\displaystyle {\frac {1}{\sqrt {2}}}}     | {\displaystyle {\frac {\sqrt {2-{\sqrt {2}}}}{2}}}    | {\displaystyle {\sqrt {2}}-1}                      |
| 6  | 2    | {\displaystyle {\frac {1}{2}}}             | {\displaystyle {\frac {1}{2}}}                        | {\displaystyle {\frac {1}{\sqrt {3}}}}             |
| 5  | 4    | {\displaystyle {\frac {{\sqrt {5}}-1}{4}}} | {\displaystyle {\sqrt {\frac {5-{\sqrt {5}}}{8}}}}    | {\displaystyle {\sqrt {5-2{\sqrt {5}}}}}           |
| 4  | 2    | {\displaystyle 0}                          | {\displaystyle {\frac {1}{\sqrt {2}}}}                | {\displaystyle 1}                                  |
| 3  | 2    | {\displaystyle -{\frac {1}{2}}}            | {\displaystyle {\frac {\sqrt {3}}{2}}}                | {\displaystyle {\sqrt {3}}}                        |

### Expression avec des racinesn-ièmes
Le polynôme minimal de 2cos(2π/7) est X3 + X2 – 2X – 1, dont les deux autres racines sont 2cos(4π/7) et 2cos(6π/7). Comme ces trois racines sont réelles, on est dans le casus irreducibilis, qui ne peut justement se résoudre dans les nombres réels qu'en repassant par la trigonométrie. Cela explique qu'on ne trouvera jamais une expression de cos(2π/7) avec des racines carrées ou cubiques réelles dans un formulaire de trigonométrie : on ne peut qu'en donner une valeur approchée, ou indiquer son polynôme minimal, dont il est la seule racine positive.
Pourtant, une expression par radicaux de cos(2π/7) existe, à condition d'autoriser l'emploi de racines carrées et cubiques de nombres complexes ; cette expression est donnée par la méthode de Cardan :
{\displaystyle \cos {\frac {2\pi }{7}}={\frac {1}{6}}\left({\sqrt[{3}]{\frac {7+21{\sqrt {-3}}}{2}}}+{\sqrt[{3}]{\frac {7-21{\sqrt {-3}}}{2}}}-1\right)}.
Il en va de même pour cos(π/9), lui aussi algébrique de degré 3.
Qu'en est-il pour les polynômes de degré plus élevé encore ? Abel et Galois ont montré qu'il est impossible d'exprimer en général les racines d'un polynôme de degré 5 ou plus par radicaux. Nous avons vu cependant, dans la section précédente, que certaines valeurs de cos(2π/n), de degrés aussi grands qu'on veut, s'expriment par racines carrées donc par radicaux (voir par exemple l'expression de cos(π/2m+1), de degré φ(2m+2)/2 = 2m).
En fait, cos(2π/n) possède toujours une expression par radicaux (de nombres complexes),, puisque le groupe de Galois de son polynôme minimal est abélien donc résoluble (il est isomorphe à (ℤ/nℤ)×/{1, –1}, comme quotient du groupe de Galois de la n-ième extension cyclotomique par le sous-groupe d'ordre 2 engendré par la conjugaison). Plus simplement, cos(rπ), sin(rπ) et tan(rπ) (avec r rationnel) peuvent toujours s'exprimer trivialement par radicaux (complexes), puisque {\displaystyle \operatorname {e} ^{\mathrm {i} r\pi }} est une racine de l'unité.

## Polynômes à coefficients non rationnels
Considérons les quatre réels coskπ/12 = cos2kπ/24 (pour k premier avec 12), de degré φ(24)/2 = 4. On les calcule facilement :
{\displaystyle \cos {\frac {\pi }{12}}={\frac {{\sqrt {6}}+{\sqrt {2}}}{4}},\quad \cos {\frac {5\pi }{12}}={\frac {{\sqrt {6}}-{\sqrt {2}}}{4}},\quad \cos {\frac {7\pi }{12}}=-\cos {\frac {5\pi }{12}},\quad \cos {\frac {11\pi }{12}}=-\cos {\frac {\pi }{12}}}.
cosπ/12 est par conséquent racine des trois polynômes suivants, du second degré, à coefficients fatalement non tous rationnels :
- {\displaystyle \left(X-\cos {\frac {\pi }{12}}\right)\left(X-\cos {\frac {5\pi }{12}}\right)=X^{2}-{\frac {\sqrt {6}}{2}}X+{\frac {1}{4}}=P_{1}({\sqrt {6}},X)} ;
- {\displaystyle \left(X-\cos {\frac {\pi }{12}}\right)\left(X-\cos {\frac {7\pi }{12}}\right)=X^{2}-{\frac {\sqrt {2}}{2}}X-{\frac {1}{4}}=P_{2}({\sqrt {2}},X)} ;
- {\displaystyle \left(X-\cos {\frac {\pi }{12}}\right)\left(X-\cos {\frac {11\pi }{12}}\right)=X^{2}-{\frac {2+{\sqrt {3}}}{4}}=P_{3}({\sqrt {3}},X)} ;

et le polynôme minimal P peut se factoriser de trois façons :
{\displaystyle P(X)=P_{1}({\sqrt {6}},X)P_{1}(-{\sqrt {6}},X)=P_{2}({\sqrt {2}},X)P_{2}(-{\sqrt {2}},X)=P_{3}({\sqrt {3}},X)P_{3}(-{\sqrt {3}},X)}.
Les six facteurs du second degré sont à coefficients dans un corps quadratique {\displaystyle \mathbb {Q} ({\sqrt {d}})} (d égal à 6, 2 ou 3), c'est-à-dire la forme a + b √d, avec a et b rationnels.
On trouve trois factorisations parce que le groupe de Galois de P, (ℤ/24ℤ)×/{1, –1}, est isomorphe à (ℤ/8ℤ)× donc au groupe de Klein, qui a trois sous-groupes d'indice 2.
Dans le cas général cos(2kπ/n) (avec n > 2 et k et n premiers entre eux), on trouvera au moins une factorisation de ce type (produit de deux polynômes à coefficients dans un même corps quadratique et de degré φ(n)/4) si (et seulement si) φ(n) est divisible par 4. Il n'y en aura qu'une si (ℤ/nℤ)×/{1, –1} est cyclique.

## Calculer le polynôme minimal à coefficients rationnels

### Quelques polynômes annulateurs
Pour tout rationnel r, il est facile de trouver un polynôme annulateur de cos(rπ), sin(rπ) ou tan(rπ).
Pour cos(2kπ/n), on déduit de la formule de Moivre que {\displaystyle \cos(nt)=\Re \left((\cos t+\mathrm {i} \sin t)^{n}\right)=T_{n}(\cos t)}, où Tn est un polynôme de degré n à coefficients entiers (le n-ième polynôme de Tchebychev de première espèce). Or pour t = 2kπ/n, cos(nt) = cos(2kπ) = 1 donc cos(2kπ/n) est racine du polynôme Tn(X) – 1.
On en déduit facilement des polynômes annulateurs de degré 2n pour sin(kπ/n) et tan(kπ/n), grâce aux formules de l'angle double :
{\displaystyle \cos(2\theta )=1-2\sin ^{2}\theta ={\frac {1-\tan ^{2}\theta }{1+\tan ^{2}\theta }}}.
Cette seconde démonstration de l'algébricité des « valeurs spéciales trigonométriques » est constructive, car elle fournit une expression d'un polynôme annulateur, c'est-à-dire d'un polynôme P tel que P(x) = 0 pour x = cos(2kπ/n), sin(kπ/n) ou tan(kπ/n). Mais vu leurs degrés, les polynômes trouvés par cette méthode ne sont pas minimaux si n ≥ 2 (voir supra).
On peut souvent construire des polynômes annulateurs de degrés plus petits. Par exemple si n est impair, n = 2m + 1, on a :
- pour {\displaystyle x=\cos {\frac {2k\pi }{n}}\neq 1} : {\displaystyle 1+2\sum _{i=1}^{m}T_{i}(x)=0} ;
- donc pour {\displaystyle y=\sin {\frac {k\pi }{n}}\neq 0} : {\displaystyle 1+2\sum _{i=1}^{m}T_{i}(1-2y^{2})=0} ;
- et pour {\displaystyle z=\tan {\frac {k\pi }{n}}\neq 0} : {\displaystyle 1+2\sum _{i=1}^{m}T_{i}\left({\frac {1-z^{2}}{1+z^{2}}}\right)=0},

ce qui fournit des polynômes annulateurs :
- pour x : de degré n – 1/2,
- pour y et z : de degré n – 1.

Si n est premier, ils sont même de degré minimum, par identification directe (voir section suivante) ou simplement vu leurs degrés (voir supra).

### Polynôme minimal decos(2kπ/n)
La méthode de Lehmer (voir supra) permet de calculer les polynômes minimaux des cos(2kπ/n) (pour k et n premiers entre eux) et d'en déduire ceux des sin(kπ/n). Nous la présentons ici uniquement dans le cas des cosinus, sur l'exemple n = 15.
Soit Φ15 le 15e polynôme cyclotomique usuel :
{\displaystyle \Phi _{15}(z)=z^{8}-z^{7}+z^{5}-z^{4}+z^{3}-z+1}.
Φ15 est de degré {\displaystyle \varphi (15)=8}. On multiplie Φ15(z) par {\displaystyle z^{-{\frac {8}{2}}}} :
{\displaystyle z^{-4}\,\Phi _{15}(z)=(z^{4}+z^{-4})-(z^{3}+z^{-3})+(z+z^{-1})-1}.
On obtient un nouveau polynôme Φ15(t) à coefficients entiers en {\displaystyle t=z+z^{-1}}, d'après le calcul fourni par les polynômes de Tchebychev :
{\displaystyle z^{-4}\,\Phi _{15}(z)=\Theta _{15}(t)=2[T_{4}(t/2)-T_{3}(t/2)+T_{1}(t/2)]-1=(t^{4}-4t^{2}+2)-(t^{3}-3t)+t-1=t^{4}-t^{3}-4t^{2}+4t+1}.
Cela a fonctionné parce que les polynômes cyclotomiques sont polynômes palindromiques, c'est-à-dire dont les coefficients sont identiques, qu'on les lise dans l'ordre des termes de degré croissant ou décroissant.
Pour {\displaystyle z=\operatorname {e} ^{\mathrm {i} {\frac {2k\pi }{n}}}}, on a {\displaystyle z+z^{-1}=2\cos(2k\pi /n)}. Or par définition, le polynôme cyclotomique Φn a justement pour racines les complexes {\displaystyle \operatorname {e} ^{\mathrm {i} {\frac {2k\pi }{n}}}} avec k et n premiers entre eux. Le nombre cos(2kπ/15) est donc racine de :
{\displaystyle \Theta _{15}(2x)=16x^{4}-8x^{3}-16x^{2}+8x+1}.
De plus, puisque Φ15 est irréductible sur {\displaystyle \mathbb {Q} }, Θ15 l'est aussi. 
On en déduit le polynôme minimal commun à cos(2π/15), cos(4π/15), cos(8π/15) = –cos(7π/15) et cos(14π/15) = –cos(π/15) :
{\displaystyle P(x)={\frac {1}{16}}\Theta _{15}(2x)=x^{4}-{\frac {1}{2}}x^{3}-x^{2}+{\frac {1}{2}}x+{\frac {1}{16}}}.

## Listes de polynômes minimaux
Voici une liste des premiers polynômes minimaux de cos(2π/n),, sin(π/n), et tan(π/n), pour {\displaystyle n\geq 3} :
| n  | {\displaystyle \varphi (n)} | Polynôme minimal Cn de cos(2π/n)                                                                     | Polynôme minimal de sin(π/n) | Polynôme minimal de tan(π/n)                                                               |
| -- | --------------------------- | --- | --- | ------------------------------------------------------------------------------------------ |
| 12 | 4                           | {\displaystyle {\frac {1}{2}}C_{6}(2X^{2}-1)=X^{2}-{\frac {3}{4}}}                                   | {\displaystyle {\frac {1}{4}}C_{12}(2X^{2}-1)=C_{24}=X^{4}-X^{2}+{\frac {1}{16}}} | {\displaystyle X^{2}-4X+1}                                                                 |
| 11 | 10                          | {\displaystyle X^{5}+{\frac {1}{2}}X^{4}-X^{3}-{\frac {3}{8}}X^{2}+{\frac {3}{16}}X+{\frac {1}{32}}} | {\displaystyle -{\frac {1}{32}}C_{11}(1-2X^{2})=C_{44}=} {\displaystyle X^{10}-{\frac {11}{4}}X^{8}+{\frac {11}{4}}X^{6}-{\frac {77}{64}}X^{4}+{\frac {55}{256}}X^{2}-{\frac {11}{1024}}} | {\displaystyle X^{10}-55X^{8}+330X^{6}-462X^{4}+165X^{2}-11}                               |
| 10 | 4                           | {\displaystyle C_{5}(-X)=X^{2}-{\frac {1}{2}}X-{\frac {1}{4}}}                                       | {\displaystyle C_{5}} | {\displaystyle X^{4}-2X^{2}+{\frac {1}{5}}}                                                |
| 9  | 6                           | {\displaystyle X^{3}-{\frac {3}{4}}X+{\frac {1}{8}}}                                                 | {\displaystyle -{\frac {1}{8}}C_{9}(1-2X^{2})=C_{36}=X^{6}-{\frac {3}{2}}X^{4}+{\frac {9}{16}}X^{2}-{\frac {3}{64}}}                                                                      | {\displaystyle X^{6}-33X^{4}+27X^{2}-3}                                                    |
| 8  | 4                           | {\displaystyle {\frac {1}{2}}C_{4}(2X^{2}-1)=X^{2}-{\frac {1}{2}}}                                   | {\displaystyle {\frac {1}{4}}C_{8}(2X^{2}-1)=C_{16}=X^{4}-X^{2}+{\frac {1}{8}}} | {\displaystyle X^{2}+2X-1}                                                                 |
| 7  | 6                           | {\displaystyle X^{3}+{\frac {1}{2}}X^{2}-{\frac {1}{2}}X-{\frac {1}{8}}}                             | {\displaystyle -{\frac {1}{8}}C_{7}(1-2X^{2})=C_{28}=X^{6}-{\frac {7}{4}}X^{4}+{\frac {7}{8}}X^{2}-{\frac {7}{64}}}                                                                       | {\displaystyle X^{6}-5X^{4}+3X^{2}-1}                                                      |
| 6  | 2                           | {\displaystyle -C_{3}(-X)=X-{\frac {1}{2}}}                                                          | {\displaystyle C_{6}} | {\displaystyle X^{2}-{\frac {1}{3}}}                                                       |
| 5  | 4                           | {\displaystyle X^{2}+{\frac {1}{2}}X-{\frac {1}{4}}}                                                 | {\displaystyle {\frac {1}{4}}C_{5}(1-2X^{2})=C_{20}=X^{4}-{\frac {5}{4}}X^{2}+{\frac {5}{16}}}                                                                                            | {\displaystyle X^{4}-10X^{2}+5}                                                            |
| 4  | 2                           | {\displaystyle X}                                                                                    | {\displaystyle C_{8}} | {\displaystyle X-1}                                                                        |
| 3  | 2                           | {\displaystyle X+{\frac {1}{2}}}                                                                     | {\displaystyle C_{12}} | {\displaystyle -2\left(1+X^{2}\right)C_{3}\left({\frac {1-X^{2}}{1+X^{2}}}\right)=X^{2}-3} |